# Betpak-Dala
Betpak-Dala (kazaški: Бетпақдала) je pustinjsko područje u Kazahstanu. Nalazi se između rijeke Sarisu, rijeke Ču i Balhaškoga jezera. Na sjeveru, Betpak-Dala graniči s područjem niskih, zaobljenih, izoliranih brežuljaka. Područje Betpak-Dala iznosi oko 75.000 km2.
Pustinja je ravna, blago valovita ravnica s visinom od 300 do 350 m i općim jugozapadnim nagibom. Povišenja su najveća na istoku. Na jugoistoku, vrh Zhel'tau doseže visinu od 974 m na planini Dzhambul.
Zapadni dio Betpak-Dale sastoji se od presavijene mezozojske stijene i vodoravno slojevite paleogene lomljive stijene (pijesak, pješčenjak, glina i konglomerati). Istočna brežuljkasta područja imaju strukturu slitine i sastoje se od donjih paleozojskih slojeva sedimentno-metamorfnih stijena i granita. 
Klima je oštro kontinentalna. Godišnja količina padalina je između 100 i 150 mm, od toga samo 15 posto u ljetnim mjesecima. Ljeta su suha i vruća, a zime su hladne s malo snijega. Prosječna temperatura u siječnju kreće se od -12 ° do -14 ° C, a prosječna temperatura u srpnju kreće se od 24 ° do 26 ° C.